# Scinax perpusillus
Scinax perpusillus és una espècie de granota endèmica del Brasil.